# Kurdi
Kúrdi so Iranski narod, ki po nekaterih virih šteje okoli 25 milijonov prebivalcev, večinoma v Iraku, Iranu, Turčiji in Siriji. Čeprav so narod z lastno zgodovino, kulturo in jezikom, jim nihče ne prizna pravice do avtonomije in samoodločbe.
Govorijo kurdščino.